# アストニシメント
アストニシメント (Astonishment、 1902年 - 不明) は、イギリスの繁殖牝馬。
1907年（明治40年）に小岩井農場が日本に輸入した、所謂小岩井農場の基礎輸入牝馬の1頭で、繁殖牝馬として20世紀以降の日本の競走馬の血統に多大な影響を与えた。
代表的な子孫に、共にJRA顕彰馬であるクリフジとメジロマックイーンがいる。

## 子孫の活躍
直仔から重賞を勝つ馬は出なかったが、インタグリオーとの配合で産んだ第弐アストニシメントが繁殖牝馬として帝室御賞典と優勝内国産馬連合競走を勝ったアスベルを出産。引退後、アスベルはオーグメントの名で繁殖入りした。またアスベルの半姉・種光のラインからは帝室御賞典勝ち馬のハツピーマイトが出ている。第弐アストニシメントの全妹である第五アストニシメントからも牝系が広がっており、第五アストニシメントの孫のミナミモアが戦前の主要競走で活躍した。
戦中～戦後間もなくの時期では種光の孫のクリフジが東京優駿・優駿牝馬・菊花賞（当時の呼称は京都農林省賞典四歳呼馬）の変則三冠を達成。またオーグメントからヤマトナデシコが、第五アストニシメントのラインからはエベレストが出ている。この二頭は大レースを勝つことはできなかったが、繁殖牝馬としてアストニシメント牝系の拡大に貢献した。
50年代～60年代にかけての時期では、オーグメントの孫のオーエンスとハタカゼ、ヤマトナデシコの孫のヤマトキヨウダイと曾孫のモンタサン、エベレスト産駒のチトセホープなどが主要レースで活躍。またオーグメントの産駒・第六オーグメントのラインからメジロ牧場の基礎繁殖牝馬であるアサマユリが出ている。
70年代～80年代では種光系のブロケード、ヤマトナデシコ系のテンモン、エベレスト系のスズパレード、アサマユリ系のメジロデュレンが八大競走/GI戦線で活躍。さらに90年代に入ると、メジロデュレンの弟のメジロマックイーンが菊花賞優勝・天皇賞（春）を連覇するなど長距離路線を席巻し、日本史上初の総獲得賞金10億越えを達成した。またチトセホープの曾孫のオフサイドトラップが天皇賞（秋）を勝利している。
2000年代以降では、アサマユリ系のショウナンカンプが2002年の高松宮記念で優勝。またエベレスト系からはダート路線で活躍したブルーコンコルドが出ている。2018年には種光の子孫のニホンピロバロンがJ・GIの中山大障害を、2023年にはエベレスト系のキングズソードがJBCクラシックを制するなど、21世紀に入ってからも一族の活躍は続いている。

## 主な牝系図
- Maid of Lune 1831 ---No.7-c始祖
  - Mickleton Maid 1836 
    - Wiasma 1845
      - Klarinska 1862 
        - Polonaise 1871
          - Habanera 1890
            - Twirl 1894
              - *アストニシメント 1902 ---↓改行
                - 第弐アストニシメント 1909
                  - オーグメント 1923 ---→オーグメント牝系へ
                    - 第六オーグメント 1937
                      - アスエ 1943
                        - トモエ 1951
                          - アサマユリ 1959 ---→アサマユリ牝系へ

                    - ヤマトナデシコ 1943 ---→ヤマトナデシコ牝系へ

                - 第五アストニシメント 1913
                  - デヤレスト 1928
                    - フオーラン 1932
                      - エベレスト 1945 ---→エベレスト牝系へ

---↓アストニシメント牝系
牝系図の主要な部分（太字はGI級競走優勝馬）は以下の通り。
- *アストニシメント 1902
  - 第弐アストニシメント 1909
    - 種光 1919
      - 賢藤 1926 ---賢藤牝系へ

    - オーグメント 1923（帝室御賞典、優勝内国産馬連合競走）---→オーグメント牝系へ
      - 第六オーグメント 1937
        - アスエ 1943
          - トモエ 1951
            - アサマユリ 1959 ---→アサマユリ牝系へ

      - ヤマトナデシコ 1943 （中山記念）---→ヤマトナデシコ牝系へ

    - ガリアス 1928
      - 第弐ガリアス 1932
        - プリーアス 1938
          - プリーアスノ一 1944
            - 日高誉 1949
              - タカクラオー 1953（京都記念）
              - マツカオリ 1968（小倉記念）

        - プリムアスト 1939
          - 保友 1948
            - カネチカラ 1956（ダイヤモンドS、金杯）
            - ヴアイオレツト 1957（東京牝馬特別）

      - 第五ガリアス 1940
        - ミサワホープ 1947（中山記念）
        - フクニシキ 1948
          - オーカン 1956（優駿牝馬）
            - リュウズキ 1964（皐月賞、有馬記念、函館記念、札幌3歳S）

          - タイカン 1957（日本経済新春杯）

  - 第三アストニシメント 1911
    - アスパーミツサイル 1925
      - 新雪 1940
        - クモタヘ 1946
          - 嶋丘 1959
            - カネスカイ 1965
              - キシュウローレル 1970（阪神3歳S、デイリー杯3歳S）
              - キシューファイター
                - ダンシングファイタ 1978（中山牝馬S）
                  - トキファイター 1986
                    - タイムフェアレディ 1998（フラワーC）

                  - ダンシングスズカ 1987
                    - ゴーイングスズカ 1993（目黒記念、福島記念）

        - タジマ 1955
          - タジマラツキー 1965
            - シンラツキー 1976
              - グロウデイク 1982
                - カルメンシータ 1989
                  - トロットスター 1996（スプリンターズS、高松宮記念、CBC賞、シルクロードS）

  - 第五アストニシメント 1913
    - アストラガル 1925
      - 第参アストラガル 1934
        - アストライト 1943
          - ブラツクジユエル 1960
            - サンパギータ 1965
              - アローバンガード 1974（カブトヤマ記念）

      - ミナミモア 1938（帝室御賞典（春））

    - デヤレスト 1928
      - フオーラン 1932
        - 鵬翼 1942
          - ミネノタケ 1949
            - ミスケイコ 1958
              - ヒデコトブキ 1966（桜花賞、阪神4歳牝馬特別）
                - ヒロノホーマー 1981
                  - キクノトッポリーノ 1989
                    - トーセンダンディ 1998（オールカマー）

              - ヒデムサシ 1968（東京大賞典）
              - ケイザクラ 1969
                - ホースメンケイ 1974
                  - ヒゼンガール 1979
                    - ケイジヨイナー 1986
                      - ナムラコクオー 1991（NHK杯、プロキオンS、シンザン記念、ラジオたんぱ杯3歳S）
                      - ナムラシゲコ 2002
                        - ナムラビクター 2009（アンタレスS）

            - クインコータミン 1959
              - コダマクイン 1965
                - イセシンプー 1977
                  - ベルロビン 1984
                    - モリチヅル 1991
                      - フミノサチヒメ 2003
                        - ジュトゥヴ 2013
                          - マッドシェリー 2018（OROターフスプリント）

            - アシヤケイコ 1965
              - チユウオーマリヤ 1971
                - ビユーテイマリヤ 1980
                  - ミホグレース 1987
                    - グレースマリヤ 1996
                      - コスモフォーチュン 2002（北九州記念）
                      - コスモプラチナ 2003（マーメイドS）

                  - ナリタタイセイ 1989（NHK杯）
                  - ファイトガリバー 1993（桜花賞）

        - エベレスト 1945 ---→エベレスト牝系へ
        - カヅトヨ 1948
          - フラミンゴ 1961（きさらぎ賞）
            - プリテイーアカツキ 1974（クイーンS） 
              - プリティシルバー  1982
                - ゴッドスピード 1994（中山大障害、京都大障害・春、阪神障害S・春、府中3歳S、小倉3歳S）

        - メリージャパン 1949
          - オージヒカル 1968
            - オーナーキンツェム 1978
              - マツノエブエ 1986
                - ガイアローマン 1994
                  - キクノサリーレ 2005（武蔵野S）

    - アキユーメン 1931
      - 第弐アキユーメン 1939
        - キリタチ 1949
          - ピンクパール 1962
            - モリミノル 1969
              - ダイドウスター 1976（東京王冠賞、帝王賞2着）

        - キヨヒビキ 1955
          - キヨズキ 1963（牝馬東京タイムズ杯）

### 賢藤牝系
- 賢藤 1926
  - ハツピーマイト 1934（帝室御賞典（秋））
  - 鶴藤 1935
    - ワールドモア 1943
      - マイドリーム 1951（東京牝馬特別）
      - マイウェイ 1953（中山記念）

    - ツルシマ 1951
      - コーラン 1961
        - サンワベンチヤ 1978
          - テンザンミズホ 1988
            - オプトライアン 1994
              - クリノビリオネア 2006
                - クリノガウディー 2016（朝日杯FS2着）

      - ニホンピロアスター 1968
        - ニホンピロクリア 1984
          - ニホンピロプリンス 1989（CBC賞、マイラーズC）
          - ニホンピロポリーナ 1990
            - ニホンピロサート 1998（ガーネットSなど重賞5勝）
            - ニホンピロレガーロ 2003（小倉記念）

          - ニホンピロプレイズ 1993
            - ニホンピロアニカ 2004
              - ニホンピロバロン 2010（中山大障害、京都ハイジャンプ、阪神ジャンプS）

          - ニホンピロジュピタ 1995（マイルCS南部杯、エルムS）

  - 神藤 1938
    - フジトモ 1948
      - アンジエラス 1957
        - マリンエクスプレス 1969
          - エバ 1977
            - エバブラウン 1984
              - マイネルデスポット 1998（菊花賞2着）

          - ブロケード 1978（桜花賞、スプリンターズS、阪神4歳牝馬特別、牝馬東京タイムズ杯）
            - ボニータ 1988
              - アビエント 1998
                - アンパサンド 2004（東京ダービー）

            - マダムポンパドール 1989
              - マイシーズン 1996（グランシャリオC）

            - コンアモール 1992
              - ペルファヴォーレ 1997
                - サチノスイーティー 2003（アイビスサマーダッシュ）
                - モズソフィ 2011
                  - モズミギカタアガリ 2021（エーデルワイス賞）

          - ジャカード 1987
            - カリーノカフェ 1998
              - アロマカフェ 2007（ラジオNIKKEI賞）

    - アサミノル 1951
      - ヒシミノル 1957
        - ヒシヤクシン 1963（日本経済賞、七夕賞）

      - トウコン 1958（安田記念、目黒記念（秋）、東京盃、カブトヤマ記念）

  - 年藤 1940（東京優駿競走、阪神優駿牝馬、京都農商省賞典4歳呼馬）
    - イチジヨウ 1950（クモハタ記念）
      - ツキカゲ 1958
        - フジカワ 1966
          - シュンイチオーカン 1978
            - サムソンビッグ 1991（きさらぎ賞）

        - スズカハード 1970（金鯱賞）
        - ヨドフジ 1972
          - フイメール 1980
            - フシミラッキー 1985（北海優駿）
              - フシミアイドル 2002
                - オオエライジン 2008（黒潮盃、兵庫ダービーほか）
                - エンジェルツイート 2009（東京2歳優駿牝馬）

        - スターイチジョウ 1981
          - キタノティアラ 1989
            - シンプウライデン 1994（名古屋優駿）

      - シモフサホマレ 1959（安田記念、スワンS）

    - ヤマイチ 1951（桜花賞、優駿牝馬）
    - ホマレモン 1953（金杯）

牝系図の出典：Galopp-Sieger

## 血統表
| アストニシメント(Astonishment)の血統 | アストニシメント(Astonishment)の血統        | アストニシメント(Astonishment)の血統        | （血統表の出典）                            | （血統表の出典） |
| 父系                                 | エクリプス系                                | エクリプス系                                | エクリプス系                                |                  |
| 父 Quickly Wise 1890 黒鹿毛          | 父の父Wisdom 1873 鹿毛                      | Blinkhoolie                                 | Rataplan                                    | Rataplan         |
| 父 Quickly Wise 1890 黒鹿毛          | 父の父Wisdom 1873 鹿毛                      | Blinkhoolie                                 | Queen Mary                                  |                  |
| 父 Quickly Wise 1890 黒鹿毛          | 父の父Wisdom 1873 鹿毛                      | Aline                                       | Stockwell                                   | Stockwell        |
| 父 Quickly Wise 1890 黒鹿毛          | 父の父Wisdom 1873 鹿毛                      | Aline                                       | Jeu d'Esprit                                |                  |
| 父 Quickly Wise 1890 黒鹿毛          | 父の母Quick Stream 1873 栗毛                | Trumpeter                                   | Orlando                                     | Orlando          |
| 父 Quickly Wise 1890 黒鹿毛          | 父の母Quick Stream 1873 栗毛                | Trumpeter                                   | Cavatina                                    |                  |
| 父 Quickly Wise 1890 黒鹿毛          | 父の母Quick Stream 1873 栗毛                | Quick March                                 | Rataplan                                    | Rataplan         |
| 父 Quickly Wise 1890 黒鹿毛          | 父の母Quick Stream 1873 栗毛                | Quick March                                 | Qui Vive                                    |                  |
| 母 Twirl 1894 鹿毛                   | 母の父Bendigo 1880 黒鹿毛                   | Ben Battle                                  | Rataplan                                    | Rataplan         |
| 母 Twirl 1894 鹿毛                   | 母の父Bendigo 1880 黒鹿毛                   | Ben Battle                                  | Young Alice                                 |                  |
| 母 Twirl 1894 鹿毛                   | 母の父Bendigo 1880 黒鹿毛                   | Hasty Girl                                  | Lord Gough                                  | Lord Gough       |
| 母 Twirl 1894 鹿毛                   | 母の父Bendigo 1880 黒鹿毛                   | Hasty Girl                                  | Irritation                                  |                  |
| 母 Twirl 1894 鹿毛                   | 母の母Habanera 1890 鹿毛                    | Isonomy                                     | Sterling                                    | Sterling         |
| 母 Twirl 1894 鹿毛                   | 母の母Habanera 1890 鹿毛                    | Isonomy                                     | Isola Bella                                 |                  |
| 母 Twirl 1894 鹿毛                   | 母の母Habanera 1890 鹿毛                    | Polonaise                                   | Adventurer                                  | Adventurer       |
| 母 Twirl 1894 鹿毛                   | 母の母Habanera 1890 鹿毛                    | Polonaise                                   | Klarinska                                   |                  |
| 母系(F-No.)                          | (FN:7-c)                                    | (FN:7-c)                                    | (FN:7-c)                                    | [ § 2 ]          |
| 5代内の近親交配                      | Rataplan（Stockwell） 4・4・4×4・5 = 28.13% | Rataplan（Stockwell） 4・4・4×4・5 = 28.13% | Rataplan（Stockwell） 4・4・4×4・5 = 28.13% | [ § 3 ]          |
| 出典                                 | 1. 2. 3.                                    | 1. 2. 3.                                    | 1. 2. 3.                                    | 1. 2. 3.         |